# Малгобек
Малгобек (рус. Малгобек) град је у Русији у Ингушетији. Према попису становништва из 2010. у граду је живело 31018 становника.

## Становништво
| 1939.  | 1959.  | 1970.  | 1979.  | 1989.  | 2002.  | 2010.  |
| ------ | ------ | ------ | ------ | ------ | ------ | ------ |
| 12.419 | 13.949 | 20.548 | 20.563 | 20.364 | 41.876 | 31.018 |